# Basjkierse opstanden
In de 17e en 18e eeuw vonden verschillende opstanden plaats tegen de Russische overheid door de inwoners van Basjkirië en hun feodale heersers. Deze opstanden waren vaak het gevolg van maatregelen door de tsaristische overheden en misstanden in de samenleving, zoals corruptie met of verhoging van de jasak (belasting in natura), invoering van het christendom,  en verliepen met wisselend succes voor de Basjkieren. Soms werden ze geholpen door andere volkeren in de buurt, zoals de Kozakken, Mari, Tsjoevasjen, Mansi, Wolga-Tataren en anderen. De grootste opstand was die door de Don-Kozak Jemeljan Poegatsjov, die samen met de Basjkier Salaoeat Joelajev een groot gebied in de Oeral en rond de Wolga wist te veroveren tijdens het bewind van Catharina de Grote. Salavat groeide door zijn gedichten en martelaarschap uit tot Basjkierse held en hielp hierdoor mee aan het ontstaan van de Basjkierse identiteit. 

## Lijst van opstanden
- Basjkierse opstand (1662-1664)
- Basjkierse opstand (1681-1684)
- Basjkierse opstand (1704-1711)
- Basjkierse opstand (1735-1740)
- Basjkierse opstand (1755-1756)
- Poegatsjovopstand (1773-1774)